# Academia Nacional de Ciencias de Ucrania
La Academia Nacional de Ciencias de Ucrania (ucraniano: Національна академія наук України (НАНУ), Natsional’na akademiya nauk Ukrayiny (NANU)) es una organización científica nacional de Ucrania que se dedica a investigar tales áreas, como ciencias naturales, humanidades, ciencias sociales e ingeniería. Su presidium se encuentra en Kiev. 

## Nombres
La academia ha cambiado de nombre un número de veces: 
- Academia de Ciencias de Ucrania - Українська академія наук (УАН) (1918-1921)
- Academia de Ciencias Panucraniana - Всеукраїнська академія наук (ВУАН) (1921—1936)
- Academia de Ciencias de la RSS de Ucrania - Академія наук УРСР (1936—1991)
- Academia de Ciencias de Ucrania - Академія наук України (1991—1993)
- Academia Nacional de Ciencias de Ucrania - Національна академія наук України (desde 1994)

## Historia
Fue fundada el 27 de noviembre de 1918 por el gobierno del hetman Pavló Skoropadski. El primer presidente de la academia fue Vladímir Vernadski y entre los primeros académicos estuvieron Mijaíl Tugán-Baranovski y Stephen Timoshenko.